# Paolo Lorenzi
Paolo Lorenzi (phát âm tiếng Ý: [ˈpaːolo loˈrɛntsi]; sinh ngày 15 tháng 12 năm 1981 ở Rome, Ý) là một vận động viên quần vợt chuyên nghiệp người Ý. Lorenzi được huấn luyện bởi Claudio Galoppini.

## Sự nghiệp quần vợt

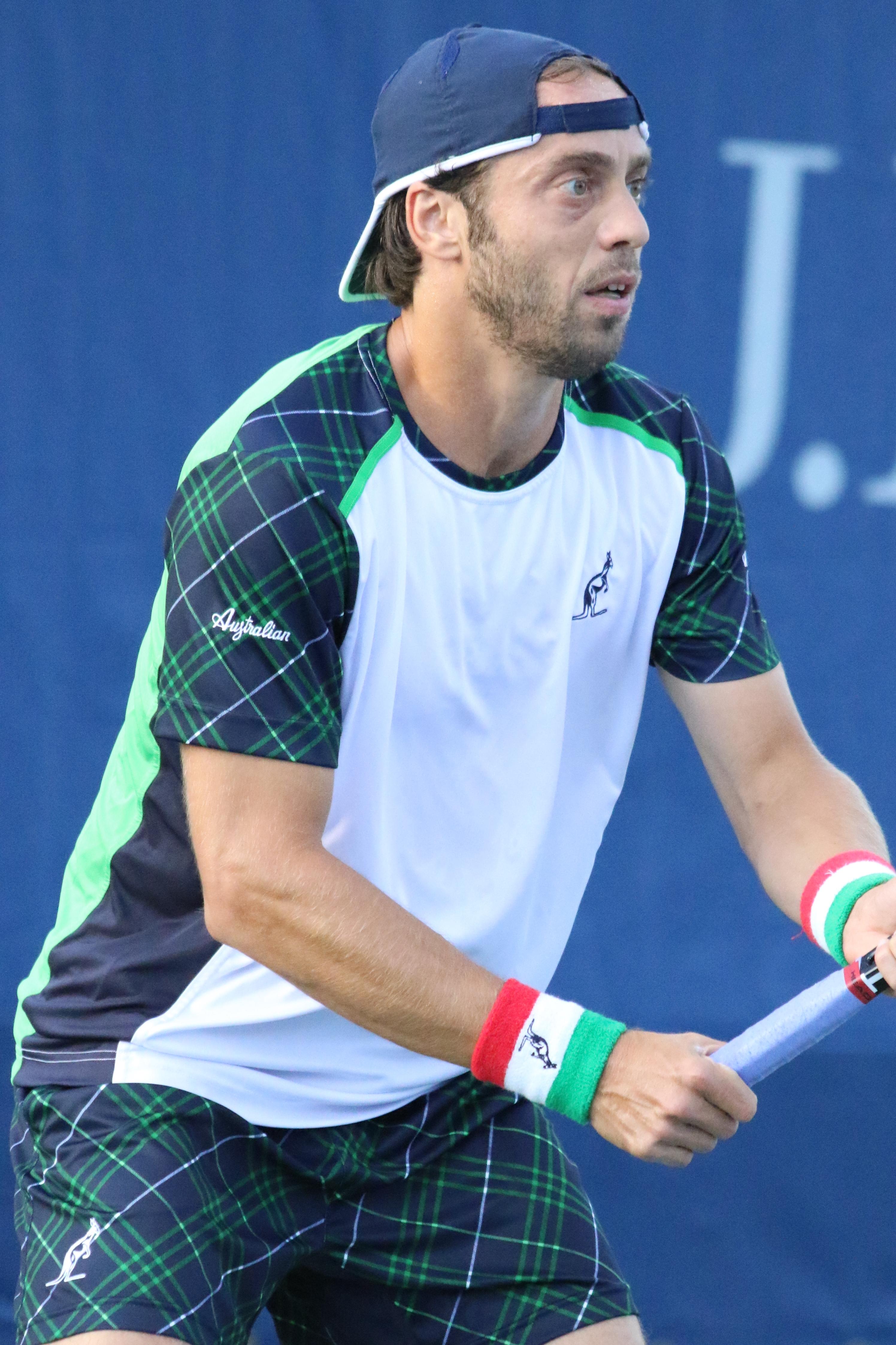
Lorenzi, 2016

Lorenzi lần đầu vào chung kết giải đấu của ATP World Tour vào tuổi 32, ở São Paulo. Tại Brasil Open 2014, tay vợt người Ý này đã vào bán kết giải ATP đầu tiên, đánh bại Juan Mónaco sau 3 set đấu; sau đó vào vòng chung kết sau khi Tommy Haas bỏ cuộc ở set 2 trong trận đấu của họ. Anh thua trước tay vợt người Argentina Federico Delbonis sau 3 set đấu.
Vào ngày 22 tháng 5 năm 2015, sau khi đánh bại Matthew Ebden ở vòng tứ kết của giải Eskişehir Cup, Lorenzi trở thành tay vợt thứ ba đã thắng 300 trận tại các giải ATP Challenger Tour.
Tại tuổi 34, vào ngày 24 tháng 7 năm 2016, Lorenzi đã có danh hiệu ATP Tour đầu tiên sau khi đánh bại Nikoloz Basilashvili tại giải Generali Open Kitzbühel. Anh là hạt giống số 32 của giải Miami Open 2017 nhưng thua ở vòng 2.
Vào ngày 1 tháng 8 năm 2016, anh đã thế chỗ Fabio Fognini để trở thành tay vợt số #1 mới của Ý ở Bảng xếp hạng ATP Hiệp hội quần vợt nhà nghề ở tuổi 34 và 8 tháng.
Anh đã tham dự Giải quần vợt Wimbledon 2017 khi anh có chiến thắng đầu tiên với tư cách là hạt giống số 32 trước Horacio Zeballos sau 4 set đấu, anh sau đó đã vào vòng 2 khi anh thua Jared Donaldson sau 4 set đấu.
Lorenzi đã có thành tích đánh đơn Grand Slam tốt nhất trong sự nghiệp, vào vòng 1/16 tại Giải quần vợt Mỹ Mở rộng 2017. Anh đã thua trước tay vợt á quân sau đó là Kevin Anderson sau 4 set đấu.

## Chung kết sự nghiệp ATP

### Đơn: 4 (1 danh hiệu, 3 á quân)
| Chú thích                         |
| --------------------------------- |
| Giải Grand Slam (0–0)             |
| ATP World Tour Finals (0–0)       |
| ATP World Tour Masters 1000 (0–0) |
| ATP World Tour 500 Series (0–0)   |
| ATP World Tour 250 Series (1–3)   |

| Danh hiệu theo mặt sân |
| ---------------------- |
| Cứng (0–0)             |
| Đất nện (1–3)          |
| Cỏ (0–0)               |

| Danh hiệu theo lắp đặt |
| ---------------------- |
| Ngoài trời (1–2)       |
| Trong nhà (0–1)        |

| Kết quả | T-B | Ngày             | Giải đấu                    | Thể loại   | Mặt sân     | Đối thủ                | Tỉ số                   |
| ------- | --- | ---------------- | --------------------------- | ---------- | ----------- | ---------------------- | ----------------------- |
| Á quân  | 0–1 | tháng 3 năm 2014 | Brasil Open, Brasil         | 250 Series | Đất nện (i) | Federico Delbonis      | 6–4, 3–6, 4–6           |
| Vô địch | 1–1 | tháng 7 năm 2016 | Austrian Open Kitzbühel, Áo | 250 Series | Đất nện     | Nikoloz Basilashvili   | 6–3, 6–4                |
| Á quân  | 1–2 | tháng 2 năm 2017 | Ecuador Mở rộng, Ecuador    | 250 Series | Đất nện     | Víctor Estrella Burgos | 7–6(7–2), 5–7, 6–7(6–8) |
| Á quân  | 1–3 | tháng 7 năm 2017 | Croatia Open, Croatia       | 250 Series | Đất nện     | Andrey Rublev          | 4–6, 2–6                |

### Đôi: 3 (1 danh hiệu, 2 á quân)
| Chú thích                         |
| --------------------------------- |
| Giải Grand Slam (0–0)             |
| ATP World Tour Finals (0–0)       |
| ATP World Tour Masters 1000 (0–0) |
| ATP World Tour 500 Series (0–0)   |
| ATP World Tour 250 Series (1–2)   |

| Danh hiệu theo mặt sân |
| ---------------------- |
| Cứng (0–0)             |
| Đất nện (1–2)          |
| Cỏ (0–0)               |

| Danh hiệu theo lắp đặt |
| ---------------------- |
| Ngoài trời (1–1)       |
| Trong nhà (0–1)        |

| Kết quả | T-B | Ngày             | Giải đấu                  | Thể loại   | Mặt sân     | Đồng đội          | Đối thủ                           | Tỉ số    |
| ------- | --- | ---------------- | ------------------------- | ---------- | ----------- | ----------------- | --------------------------------- | -------- |
| Vô địch | 1–0 | tháng 2 năm 2013 | Chile Mở rộng, Chile      | 250 Series | Đất nện     | Potito Starace    | Juan Mónaco Rafael Nadal          | 6–2, 6–4 |
| Á quân  | 1–1 | tháng 2 năm 2015 | Brasil Open, Brasil       | 250 Series | Đất nện (i) | Diego Schwartzman | Juan Sebastián Cabal Robert Farah | 4–6, 2–6 |
| Á quân  | 1–2 | tháng 2 năm 2016 | Argentina Open, Argentina | 250 Series | Đất nện     | Íñigo Cervantes   | Juan Sebastián Cabal Robert Farah | 3–6, 0–6 |

## Chung kết Futures và Challenger

### Đơn: 37 (23-14)
| Chú thích           |
| ------------------- |
| Challengers (18–13) |
| Futures (4–1)       |

| Kết quả | Số  | Ngày                 | Giải đấu                | Mặt sân  | Đối thủ                  | Tỉ số                   |
| ------- | --- | -------------------- | ----------------------- | -------- | ------------------------ | ----------------------- |
| Á quân  | 1.  | 23 tháng 9 năm 2002  | Selargius, Ý            | Đất nện  | Rodolphe Cadart          | 0–6, 3–6                |
| Vô địch | 1.  | 11 tháng 8 năm 2003  | Našice, Croatia         | Đất nện  | Sebő Kiss                | 4–6, 6–0, 6–0           |
| Vô địch | 2.  | 25 tháng 3 năm 2005  | Frankston, Úc           | Đất nện  | Vasilis Mazarakis        | 6–4, 7–6(7–4)           |
| Á quân  | 2.  | 10 tháng 4 năm 2006  | San Luis Potosí, México | Đất nện  | Rainer Eitzinger         | 4–6, 7–6(7–5), 5–7      |
| Vô địch | 3.  | 18 tháng 9 năm 2006  | Tarragona, Tây Ban Nha  | Đất nện  | Younes El Aynaoui        | 6–4, 7–6(7–4)           |
| Vô địch | 4.  | 18 tháng 2 năm 2008  | Trento, Ý               | Cứng (i) | Philipp Oswald           | 7–6(9–7), 7–6(9–7)      |
| Vô địch | 5.  | 26 tháng 5 năm 2008  | Alessandria, Ý          | Đất nện  | Simone Vagnozzi          | 4–6, 7–6(7–5), 7–6(7–4) |
| Vô địch | 6.  | 2 tháng 2 năm 2009   | Abidjan, Bờ Biển Ngà    | Cứng     | Valentin Sanon           | 6–3, 6–4                |
| Á quân  | 3.  | 6 tháng 4 năm 2009   | San Luis Potosí, México | Đất nện  | Santiago Giraldo         | 2–6, 7–6(7–3), 2–6      |
| Á quân  | 4.  | 27 tháng 4 năm 2009  | Tenerife, Tây Ban Nha   | Cứng     | Marco Chiudinelli        | 3–6, 4–6                |
| Vô địch | 7.  | 22 tháng 6 năm 2009  | Reggio Emilia, Ý        | Đất nện  | Jean-René Lisnard        | 7–5, 1–6, 6–2           |
| Vô địch | 8.  | 29 tháng 6 năm 2009  | Rijeka, Croatia         | Đất nện  | Blaž Kavčič              | 6–3, 7–6(7–2)           |
| Vô địch | 9.  | 21 tháng 9 năm 2009  | Ljubljana, Slovenia     | Đất nện  | Grega Žemlja             | 1–6, 7–6(7–4), 6–2      |
| Á quân  | 5.  | 5 tháng 10 năm 2009  | Tarragona, Tây Ban Nha  | Đất nện  | Daniel Gimeno-Traver     | 4–6, 0–6                |
| Á quân  | 6.  | 18 tháng 4 năm 2010  | Pereira, Colombia       | Cứng     | Santiago Giraldo         | 3–6, 3–6                |
| Vô địch | 10. | 12 tháng 7 năm 2010  | Rimini, Ý               | Đất nện  | Federico del Bonis       | 6–2, 6–0                |
| Vô địch | 11. | 10 tháng 4 năm 2011  | Pereira, Colombia       | Đất nện  | Rogério Dutra da Silva   | 7–5, 6–2                |
| Vô địch | 12. | 25 tháng 9 năm 2011  | Ljubljana, Slovenia     | Đất nện  | Grega Žemlja             | 6–2, 6–4                |
| Á quân  | 7.  | 3 tháng 3 năm 2012   | Salinas, Ecuador        | Đất nện  | Guido Pella              | 6–1, 5–7, 3–6           |
| Á quân  | 8.  | 18 tháng 3 năm 2012  | Guadalajara, México     | Cứng     | Thiago Alves             | 3–6, 6–7(4–7)           |
| Á quân  | 9.  | 7 tháng 4 năm 2012   | San Luis Potosí, México | Đất nện  | Rubén Ramírez Hidalgo    | 6–3, 3–6, 4–6           |
| Á quân  | 10. | 22 tháng 4 năm 2012  | Sarasota, Hoa Kỳ        | Đất nện  | Sam Querrey              | 1–6, 7–6(7–3), 3–6      |
| Vô địch | 13. | 12 tháng 8 năm 2012  | Cordenons, Ý            | Đất nện  | Daniel Gimeno-Traver     | 7–6(7–5), 6–3           |
| Á quân  | 11. | 16 tháng 9 năm 2012  | Todi, Ý                 | Đất nện  | Andrey Kuznetsov         | 3–6, 0–2 bỏ cuộc        |
| Vô địch | 14. | 4 tháng 11 năm 2012  | Medellín, Colombia      | Đất nện  | Leonardo Mayer           | 7–6(7–5), 6–7(4–7), 6–4 |
| Á quân  | 12. | 10 tháng 11 năm 2012 | Guayaquil, Ecuador      | Đất nện  | Leonardo Mayer           | 2–6, 4–6                |
| Á quân  | 13. | 26 tháng 1 năm 2014  | Bucaramanga, Colombia   | Đất nện  | Alejandro Falla          | 5–7, 1–6                |
| Vô địch | 15. | 19 tháng 4 năm 2014  | San Luis Potosí, México | Đất nện  | Adrián Menéndez-Maceiras | 6–1, 6–3                |
| Vô địch | 16. | 5 tháng 10 năm 2014  | Cali, Colombia          | Đất nện  | Víctor Estrella Burgos   | 4–6, 6–3, 6–3           |
| Á quân  | 14. | 15 tháng 11 năm 2014 | Guayaquil, Ecuador      | Đất nện  | Pablo Cuevas             | W/O                     |
| Vô địch | 17. | 10 tháng 5 năm 2015  | Eskişehir, Thổ Nhĩ Kỳ   | Cứng     | Íñigo Cervantes          | 7–6(7–4), 7–6(7–5)      |
| Vô địch | 18. | 9 tháng 8 năm 2015   | Cortina d'Ampezzo, Ý    | Đất nện  | Máximo González          | 6–3, 7–5                |
| Vô địch | 19. | 4 tháng 10 năm 2015  | Pereira, Colombia       | Đất nện  | Alejandro González       | 4–6, 6–2, 6–4           |
| Vô địch | 20. | 10 tháng 10 năm 2015 | Medellin, Colombia      | Đất nện  | Gonzalo Lama             | 7–6(7–3), 2–0 ret.      |
| Vô địch | 21. | 16 tháng 1 năm 2016  | Canberra, Úc            | Cứng     | Ivan Dodig               | 6–2, 6–4                |
| Vô địch | 22. | 12 tháng 6 năm 2016  | Caltanissetta, Ý        | Đất nện  | Matteo Donati            | 6–3, 4–6, 7–6(9–7)      |
| Vô địch | 23. | 19 tháng 6 năm 2017  | Caltanissetta, Ý        | Đất nện  | Alessandro Giannessi     | 6–4, 6–2                |

### Đôi: 10 (7-3)
| Chú thích         |
| ----------------- |
| Challengers (5–2) |
| Futures (2–1)     |

| Kết quả | Số | Ngày                 | Giải đấu                    | Mặt sân  | Đồng đội                | Đối thủ                          | Tỉ số                 |
| ------- | -- | -------------------- | --------------------------- | -------- | ----------------------- | -------------------------------- | --------------------- |
| Á quân  | 1. | 14 tháng 1 năm 2008  | Thâm Quyến, Trung Quốc      | Cứng     | Giancarlo Petrazzuolo   | Xin-yuan Yu Shao-xuan Zeng       | 6–7(1–7), 6–7(3–7)    |
| Vô địch | 1. | 21 tháng 1 năm 2008  | Đông Hoản, Trung Quốc       | Cứng     | Giancarlo Petrazzuolo   | Frederik Nielsen Rasmus Norby    | 6–4, 7–6(7–1)         |
| Vô địch | 2. | 18 tháng 2 năm 2008  | Trento, Ý                   | Cứng (i) | Giancarlo Petrazzuolo   | Xavier Audouy Ludovic Walter     | 6–3, 4–6, [10–8]      |
| Á quân  | 2. | 28 tháng 4 năm 2008  | Rome, Ý                     | Đất nện  | Giancarlo Petrazzuolo   | Flavio Cipolla Simone Vagnozzi   | 3–6, 3–6              |
| Vô địch | 3. | 7 tháng 7 năm 2008   | San Benedetto del Tronto, Ý | Đất nện  | Júlio Silva             | Cătălin Gârd Max Raditschnigg    | 6–3, 7–5              |
| Vô địch | 4. | 27 tháng 7 năm 2009  | Orbetello, Ý                | Đất nện  | Giancarlo Petrazzuolo   | Alessio di Mauro Manuel Jorquera | 7–6(7–5), 3–6, [10–6] |
| Vô địch | 5. | 17 tháng 10 năm 2010 | Asunción, Paraguay          | Đất nện  | Fabio Fognini           | Carlos Berlocq Brian Dabul       | 6–3, 6–4              |
| Vô địch | 6. | 3 tháng 4 năm 2011   | Barranquilla, Colombia      | Cứng     | Flavio Cipolla          | Alejandro Falla Eduardo Struvay  | 6–3, 6–4              |
| Vô địch | 7. | 5 tháng 6 năm 2011   | Rijeka, Croatia             | Đất nện  | Júlio Silva             | Lovro Zovko Dino Marcan          | 6–3, 6–2              |
| Á quân  | 3. | 29 tháng 1 năm 2012  | Bucaramanga, Colombia       | Đất nện  | Miguel Ángel López Jaén | Ariel Behar Horacio Zeballos     | 4–6, 6–7(5–7)         |

## Thống kê sự nghiệp đơn
| Giải Grand Slam     |     |     |     |     |     |     |     |     |     |     |     |     |       |
| Úc Mở rộng          | A   | VL1 | VL1 | V1  | A   | V1  | V1  | A   | V2  | V1  | V2  | V1  | 2–7   |
| Pháp Mở rộng        | VL3 | VL2 | VL3 | V1  | VL2 | V1  | V1  | V1  | V1  | V1  | V2  | V1  | 1–8   |
| Wimbledon           | Q2  | Q1  | Q1  | 1R  | Q1  | 1R  | 1R  | 1R  | 1R  | 1R  | 2R  | 2R  | 2–8   |
| Mỹ Mở rộng          | Q1  | Q2  | Q1  | A   | Q2  | 1R  | 1R  | 2R  | 1R  | 3R  | 4R  |     | 6–6   |
| Thắng-Bại           | 0–0 | 0–0 | 0–0 | 0–3 | 0–0 | 0–4 | 0–4 | 1–3 | 1–4 | 2–4 | 6–4 | 0–1 | 11–29 |
| Thống kê sự nghiệp  |     |     |     |     |     |     |     |     |     |     |     |     |       |
| Danh hiệu-Chung kết | 0–0 | 0–0 | 0–0 | 0–0 | 0–0 | 0–0 | 0–0 | 0–1 | 0–0 | 1–0 | 0–2 | 0–0 | 1–3   |
| Xếp hạng cuối năm   | 294 | 207 | 84  | 143 | 108 | 64  | 109 | 64  | 68  | 40  | 43  |     |       |

## Thống kê sự nghiệp đôi
| Giải Grand Slam |     |     |     |     |     |     |     |     |     |      |
| Úc Mở rộng      | 1R  | A   | A   | 2R  | A   | 1R  | 1R  | 1R  | 1R  | 1–6  |
| Pháp Mở rộng    | 2R  | A   | 1R  | 2R  | A   | A   | 1R  | QF  |     | 4–5  |
| Wimbledon       | A   | 1R  | 1R  | 1R  | 1R  | A   | 1R  | 1R  |     | 0–6  |
| Mỹ Mở rộng      | A   | A   | A   | 1R  | A   | A   | 1R  | 2R  |     | 1–3  |
| Thắng-Bại       | 1–2 | 0–1 | 0–2 | 2–4 | 0–1 | 0–1 | 0–4 | 3–4 | 0–1 | 6–20 |